# Офорт
Офо́рт (фр. eau-forte — азотная кислота, буквально — «крепкая вода»), устаревшее название: аквафорт (итал. acquaforte) — разновидность печатной графики, гравюры на металле, основанной на технологии глубокой печати. Позволяет получать оттиски с печатных форм («досок»), в процессе работы по созданию изображения, на которых производится травление поверхности печатной формы кислотами. Офорт известен с начала XVI века. В технике офорта работали Альбрехт Дюрер, Жак Калло, Рембрандт и многие другие художники.

## Техника
Для изготовления печатной формы полированную металлическую пластину из цинка, железа (реже стали) или меди покрывают с помощью валика или тампона тонким слоем кислотоупорного лака. Ранее такой лак приготовляли из смеси воска и смолы, позднее стали использовать смесь асфальта, воска, канифоли и скипидара. В наше время поступают ещё проще: используют разбавленный битумный лак. После затвердевания лака поверхность пластины коптят, чтобы на тёмном фоне лучше были видны процарапанные штрихи и линии. После этого на доску переводят с помощью кальки  под давлением на печатном станке подготовительный рисунок.  После этого художник, пользуясь специальной офортной иглой, процарапывает грунт до поверхности металла — линии и штрихи оригинального рисунка хорошо видны на фоне тёмного лака.
Далее пластину погружают в ванну с кислотой. Цинковую пластину травят в слабом растворе азотной кислоты, медную — в растворе хлорного железа. При травлении штрихи углубляются, защищённые лаком участки печатной формы травлению не подлежат. Последовательно закрывая лаком протравленные места и продолжая травление в других (для этого используют специальную пробную шкалу с отметками времени), можно варьировать глубину штриха и, соответственно, силу тона на полученном оттиске. Затем покрывной лак смывают бензином и скипидаром. В углублённые штрихи печатной формы с помощью ракеля втирают  чёрную типографскую краску. Выступающие части доски тщательно вытирают тампоном так, чтобы случайно не нарушить чёрные штрихи. Те места формы, которые должны быть самыми светлыми, дополнительно протирают тальком. Затем печатную форму накрывают специально подготовленным (слегка увлажнённым) листом толстой офортной бумаги и прокатывают на офортном печатном станке (с цилиндрическим валом). Под давлением влажная бумага вытягивает краску из углублённых штрихов и рисунок в зеркальном виде точнейшим образом переходит на бумагу. Процесс можно повторять многократно, поскольку металлическая форма, в особенности железная (цинк и медь мягче), может выдерживать значительные тиражи.
Художник-график обычно совмещает работу рисовальщика, гравёра и печатника (даже при помощи профессионального мастера печати), поскольку он имеет возможность, делая пробные оттиски, повторять отдельные стадии процесса, добавлять или снимать  штрихи с помощью специальной «гладилки», усиливать их, повторяя травление, вновь и вновь перекрывая печатную форму лаком. Как и во всех иных разновидностях печатной графики, в офорте оригиналом считается не печатная форма, а каждый оттиск тиража, хотя все они  могут различаться по качеству, но они также запечатлевают отдельные и неповторимые стадии работы художника. Например, знаменитые офорты Рембрандта сохранились в разных «состояниях» и именно это делает их особенно ценными для понимания творческого процесса мастера.
Преимущества техники офорта заключаются в относительной лёгкости работы на печатной форме. Здесь не требуется, в отличие от гравюры на дереве или работе резцом по металлу, значительных физических усилий: движения руки не скованны, линии и штрихи можно легко проводить в любых направлениях, применять перекрёстную штриховку и лёгкие росчерки, сохраняя непосредственность манеры и даже беглость приёма, напоминающего набросок пером и тушью.
В отличие от резцовой гравюры офортный штрих живописнее: кислота разъедает металл не только вглубь, но и немного вширь, отчего штрихи получаются со слегка рваными краями. Различные приёмы многопланового штриха способны создавать разнообразие валёров, фактур, тональную глубину широкого диапазона и даже, опосредованно, ощущение цветности. Изображение, оттиснутое под давлением на специальную офортную (плотную и мало проклеенную) бумагу приобретает малозаметную рельефность. Вытягиваемая из штрихов краска слегка выступает над поверхностью оттиска, который под разными углами света, в зависимости от толщины и направления штриха создаёт тональную игру. Мелкие штрихи кажутся «утопленными» в поверхность бумаги, сочные выступают и обретают бархатисто-чёрный тон.
В технике офорта существуют разные манеры. Самая распространённая: травлёный штрих, манера именуемая также штриховым, игловым, чистым, классическим или просто — офортом. Травлёный штрих можно сочетать с  акватинтой, лависом, а также дорабатывать «сухой иглой» или резцом. Можно использовать цветные подкладки. Помимо чёрно-белого существует цветной офорт с помощью многократной печати с нескольких досок (для каждого цвета своя доска) обезжиренными масляными красками.

## История офорта
Изобретателем техники «травлёного штриха» в эпоху Северного Возрождения (ок. 1507 года), вначале на железе, считают немецкого гравёра и мастера-оружейника, кляйнмайстера из Аугсбурга Даниэля Хопфера. Похожая техника существовала и ранее, в частности в Сирии. Мастера украшали дорогое оружие из дамасской стали надписями и орнаментами, используя травление. Но именно в Аугсбурге, в 1507 году Д. Хопфер заимствовал технику травления у местных ювелиров и златокузнецов и применил её к искусству гравюры. Приблизительно в это же время швейцарский ювелир и гравёр Урс Граф выполнил несколько офортов, самый известный из которых относится к 1513 году. В 1515—1518 годах Альбрехт Дюрер создал шесть офортов на стальных досках, в числе которых и его знаменитая «Большая пушка».
С 1610-х годов технику офорта совершенствовал выдающийся французский рисовальщик и гравёр Жак Калло. Он мастерски применял многократное травление доски для передачи разных пространственных планов: от затенённого переднего до серебристо-воздушного дальнего. В Нидерландах непревзойдённым офортистом был Рембрандт. Мировым шедевром является его композиция «Три креста», известная в нескольких «состояниях». Рембрандт сочетал технику «травлёного штриха» с гравированием резцом и «сухой иглой».
Фламандец Антонис ван Дейк придал офортному штриху артистическую свободу в знаменитой серии офортов «Иконография». В Италии в технике офорта работали художники-ведутисты — мастера городского пейзажа, а также Дж. Б. Тьеполо, Дж. Б. Пиранези. В Испании Франсиско Гойя мастерски сочетал штриховой офорт с акватинтой. В XIX веке вместо дорогостоящих медных чаще стали использовать цинковые доски. Живописные возможности штрихового офорта оценили импрессионисты и постимпрессионисты: Эдуард Мане, Клод Моне, Джеймс Уистлер, Огюст Ренуар, Фрэнк Брэнгвин и многие другие.
Оригинальную офортную технику изобрёл в 1788 году английский поэт, рисовальщик и гравёрУильям Блейк. Художник назвал этот процесс «иллюминированной печатью» (англ. illuminated printing), поскольку он использовал свой метод для оформления большинства книг своих стихов — для одновременной печати текста и иллюстраций на одном листе. Текст и иллюстрации Блейк наносил на медные пластины пером или кистью кислотоупорным лаком. Затем протравливал пластины в кислоте, чтобы растворить необработанную медь и получить рельефное клише для высокой печати. В отличие от обычного офорта глубокой печати Блейк назвал свою технику «стереотипом», «методом интальо» (англ. intaglio method — углублённым, врезным методом), или «рельефным гравированием» (англ. relief etching).
В период модерна многие художники подражали эффектной манере шведского художника А. Цорна. Технику офорта он начал осваивать с 1882 года и создал более трёхсот произведений. Цорн работал одним свободным штрихом, варьируя его насыщенность, не используя контурных линий и перекрёстной штриховки, чем создавал ощущение мерцающей, ускользающей свето-воздушной среды. Это был подлинный импрессионизм в графике. Офорты Цорна имели громадный успех у художников и публики, вызвали множество подражаний.
В 1620-х годах голландский художник-гравёр из Амстердама Геркулес Сегерс стал создавать цветные офорты. Он печатал их с одной доски, применяя тонированную бумагу или ткань и раскрашивал оттиски от руки. Поэтому такие гравюры ещё нельзя назвать в полном смысле слова цветными офортами. Около 1670 года Йохан Тейлер, также в Амстердаме, стал печатать цветные офорты с нескольких досок, раскрашивая их вручную с помощью тампонов. В дальнейшем метод многокрасочной печати совершенствовали Питер Шенк, немецкий художник французского происхождения Якоб Кристоф Леблон. В технике цветного офорта работал немецкий гравёр Готфрид Даниэль Бергер, в конце XIX века экспериментировал французский художник Эжен Делатр.
Иногда офортные оттиски подкрашивают акварелью, совмещают печать с офортной доски и литографского камня, совмещают техники штрихового офорта, лависа, монотипии.
В начале XX века появилась оригинальная техника фторофорта, в которой вместо металлической пластины используют стеклянную и травление фтористо-водородной кислотой. Однако из-за трудоёмкости эта техника не получила значительного распространения.
Исследованием возможностей техники офорта в сочетании с мягким лаком занимались бельгийские художники Фелисьен Ропс и Арман Рассенфосс.

### Офорт в России
В России технику офорта осваивали с конце XVII века мастера московской Оружейной палаты: С. Ушаков, А. Трухменский; несколько позже Л. Бунин, Л. Тарасевич, В. Томилов. В начале XVIII века в Санкт-Петербурге в период петровского барокко действовала целая плеяда мастеров «петровской гравюры», сочетающих офорт с доработкой резцом.
Некоторое время в России использовали название аквафорт (от того, что пластины травили «крепкой водой»). Русскими аквафортистами были И. А. Соколов, Е. П. Чемесов, О. А. Кипренский,Инициатором распространения аквафорта в России в середине XIX века был художник Л. М. Жемчужников (брат известных поэтов-пародистов). Он обучил этой технике многих живописцев. В 1871 году в Санкт-Петербурге по инициативе Л. М. Жемчужникова и историка искусства А. И. Сомова было создано Общество русских аквафортистов. Сомов составил и первое пособие по технике офорта: «Краткое руководство по гравированию на меди крепкою водкою». В Общество входили живописцы Ф. А. Васильев, Н. Н. Ге, М. П. Клодт, И. Н. Крамской, К. А. Савицкий, И. И. Шишкин и другие. Общество осуществило издания: «Первые опыты русских аквафортистов» (1871), «Памяти Петра Великого» (1872), «Альбом русских аквафортистов» (1873).
На рубеже XIX—XX веков офортом, как и другими техниками гравирования, занимались многие русские художники: В. В. Матэ, В. А. Серов, Е. С. Кругликова, А. И Кравченко, И. И. Нивинский. Особая техника офорта заключается в гравировании «очерком» — контурной линией без штриховки. В этой манере работали английские гравёры по рисункам модного английского художника Дж. Флаксмана, работавшего в стиле «неогрек» в подражание античной вазописи. В России этой графической манерой увлекался поэт-романтик В. А. Жуковский.

## Нетоксичные техники
В конце XX века озабоченность о влиянии кислот и растворителей на здоровье художников и печатников, работающих в офортной технике, привела к поиску и разработке менее токсичных методов создания офорта. Ранним новшеством стало применение полотёрного воска в качестве твёрдого основания для покрытия пластины, а позже, с этой же целью — акрилатов.

## Наиболее известные мастера офорта
- Даниэль Хопфер
- Альбрехт Дюрер
- Харменс Рембрандт (офорты Рембрандта)
- Сальватор Роза
- Дж. Б. Тьеполо
- Дж. Б. Пиранези
- Жак Калло
- Уильям Блейк
- Эжен Делатр
- Джеймс Уистлер
- Г. Ф. Захаров
- Е. П. Чемесов
- Франсиско Гойя
- Георг Эмануэль Опиц
- Теофиль Стейнлен
- А. Л. Цорн
- Василий Матэ
- Фрэнк Брэнгвин
- Кете Кольвиц
- Валентин Серов
- Игнатий Нивинский
- Алексей Кравченко
- Елизавета Краснушкина
- Георгий Верейский
- Дмитрий Митрохин
- Джорджо Моранди
- В. М. Звонцов
- И. И. Шишкин
- Сальвадор Дали
- Вильгельм Генрих Отто Дикс
- Юрий Яковенко
- Борис Французов
- Сергей Баленок
- Менсадык Гарипов
- Брижит Кудрен